# Комплекс (психология)
Вижте пояснителната страница за други значения на Комплекс.
Понятието за комплекса е използвано от доста теоретици, свързани с психоаналитичното движение. То е въведено от Карл Юнг, който е до голяма степен отговорен за неговото развитие. Юнг заема термина и оригиналната формулировка на понятието от Теодор Цийен. При изучаване на асоциацията на думи Цийен наблюдава, че времето за реакция на човека е често пъти по-дълго, когато се представи стимулна дума, свързана с нещо неприятно. Той смята, че такъв стимул е асоцииран с оцветен от чувства комплекс на репрезентация. Юнг работи в болницата Бюргхьолци, където шефът му Ойген Блойлер въвежда думата асоциативен тест и иска от Юнг да прави изследвания с него. Юнг много скоро вижда своята задача като разкриване и изучаване на комплексите. Той вярва, че за комплексите могат да се правят заключения не само от дългото време на реакция, но и от физиологичните реакции като кожно-галванична реакция и промяна на дихателния ритъм на определени стимулни думи.

## В психоанализата
В работата на Фройд понятието е асимилирано в теоретична система, която подчертава сексуалността. В работата на Алфред Адлер то е асимилирано в система, подчертаваща стремежа към власт и чувството за малоценност, възникващо от липсата на власт. Единственият значим комплекс за Адлер е комплексът за малоценност, който разглежда като характерна черта на неврозата. Юнг разработва понятието за комплекса преди включването си в психоаналитичното движение. След като се запознава с работата на Фройд и започва да работи с него, той иска да свърже собствените си идеи за комплексите със становището на Фройд за безсъзнателното.

## В обикновения език
Понятието „комплекс“ се е наложило частично в обикновения, ежедневен език, например в израза „Той/Тя си избива комплексите“ /Излива ненужна агресия към съвсем невинни хора/ или „Комплексиран/а е“, макар използването на понятието да няма нищо общо със значението му.